# بیئونسان
بیئونسان (به لاتین: Byeonsan) یک کوه در کره جنوبی است که در استان جئولا شمالی واقع شده‌است.